# 砷化鎵
砷化鎵（化學式：GaAs）是鎵和砷兩種元素所合成的化合物，也是重要的IIIA族、VA族化合物半导体材料，用來製作微波積體電路、紅外線發光二極體、半导体激光器和太陽電池等元件。砷化镓為1類致癌物。
GaAs化合物半导体特别适合应用于无线通信中的高频传输领域，现在越来越多被应用于射频前端器件，这是因为GaAs化合物半导体电子迁移率比传统的硅快，且具有抗干扰、低噪声与耐高电压、耐高温与高频使用等特性，在4G与5G时代有高度需求。

## 性质
砷化镓是重要的化合物半导体材料，外观呈亮灰色，具金属光泽、性脆而硬。常温下比较稳定。加热到873K时，外表开始生成氧化物形成氧化膜包腹。常温下，砷化镓不与盐酸、硫酸、氢氟酸等反应，但能与浓硝酸反应，或氨水與雙氧水混和的溶液，也能与热的盐酸和硫酸作用。

## 制备
砷化镓天然存量稀少，通常采用镓和砷直接化合的方法，其中水平区域熔炼法是普遍采用的方法。通过区域提纯便可获得单晶。
采用间接的方法也可获得砷化镓。如一氯化镓用砷蒸气还原来制备砷化镓；Ga(CH3)3和AsH3在一定温度下，发生热分解得到砷化镓。
4GaCl + 2H2 + As4 → 4GaAs + 4HCl
Ga(CH3)3 + AsH3 → GaAs + 3CH4

## 應用

### 砷化鎵的優點
- 電子物理特性
砷化鎵擁有一些比矽還要好的電子特性，如較高的飽和電子速率（英语：Saturation velocity）及电子迁移率，使得砷化鎵可以應用於高於250 GHz的場合。如果等效的砷化鎵和Si元件同時都操作在高頻時，砷化鎵會擁有較少的雜訊。也因為砷化鎵有較高的，所以砷化鎵比同樣的Si元件更適合操作在高功率的場合。因為這些特性，砷化鎵電路可以運用在行動電話、衛星通訊、微波點對點連線、雷達系統等地方。砷化鎵曾用來做成Gunn diode（中文翻做「甘恩二極體」或「微波二極體」，中国大陆地区叫做「耿氏二极管」）以發射微波。現今以矽為基材而製成的RFCMOS雖可達到高操作頻率及高整合度，但其先天物理上缺點如崩潰電壓較低、基板於高頻環境易損耗、訊號隔離度不佳、低輸出功率密度等，使其在功率放大器及射頻開關應用上始終難以跟砷化鎵匹敵[3]。
- 能隙
砷化鎵的另一個優點是直接能隙（英语：Direct and indirect band gaps）的材料，所以可以應用在發光裝置上。而矽是間接能隙（英语：Indirect bandgap）的材料，發出的光非常微弱。最近的技術已可用矽做成LED和運用在雷射領域，可是發光效率仍不甚理想。
- 切換速度
因為砷化鎵的切換速度快，所以被認為是半導體的理想材料。1980年代時，大眾普遍認為微電子市場的主力材料將從矽換成砷化鎵，首先試著嘗試切換材料的有超級電腦之供應商克雷公司、Convex電腦公司（英语：Convex Computer）及Alliant電腦系統公司（英语：Alliant Computer Systems），這些公司都試著要搶下CMOS微處理器技術的領導地位。Cray公司最後終於在1990年代早期建造了一台砷化鎵為基礎的機器，叫Cray-3（英语：Cray-3）。但這項成就還沒有被充分地運用，公司就在1995年破產了，於1996年被收購；經種種難關，在2000年後原名復活。
- 抗天然輻射
砷化鎵比矽更不會受到自然輻射的干擾，不易產生錯誤訊號[4]。

### 矽的優點
- 地球表面有大量可提煉出矽的原料－矽酸鹽礦，所以與砷化鎵相比，提煉成本較低。矽基材的製程在業界已進入量產期許久，製造成本低廉；且矽也有較好的物理應力，可製成大尺寸的晶圓，進一步降低生產成本。矽工業已發展到規模經濟（透過高產能以降低單位成本）的階段，更降低了業界使用砷化鎵的誘因。
- 矽來源多且很容易轉換成二氧化矽（在電子元件中是優良絕緣體），而二氧化矽可以輕易地被整合到矽電路中，且兩者擁有很好的界面特性。反觀，砷化鎵很難產生一層穩定且堅固附著在砷化鎵上的絕緣層。
- 矽擁有很高的電洞移動率，在需要CMOS邏輯時，高電洞率可以達成高速的P-通道場效應電晶體。如果需要快速的CMOS結構，雖然砷化鎵的電子移動率快，但因為功率消耗高，所以砷化鎵電路較難被整合到矽電路內。

### 砷化鎵的異質結構
因為砷化鎵和砷化鋁（AlAs）的晶格常數幾乎一樣，可以利用（molecular beam epitaxy, MBE）或有機金屬氣相磊晶 （metal-organic vapour phase epitaxy，MOVPE，也稱做有機金屬化學氣相沉積法），在砷化鎵上輕易地形成異質的結構，生長出砷化鋁或砷化鋁鎵（AlxGa1-xAs）合金；且因為生長出的合金層應力小，所以幾乎可以任意調整生長厚度。
砷化鎵的另一個重要應用是高效率的太陽電池。1970年時，Zhores Alferov和他的團隊在蘇聯做出第一個砷化鎵異質結構的太陽電池。用砷化鎵、Ge和InGaP三種材料做成的三接面太陽電池有32%以上的效率，且可以操作在2,000 suns下的劇烈強光。這種太陽電池曾運用在美國NASA探測火星表面的機器人（Spirit Rover）和（Opportunity Rover），且許多太空載具的太陽電池板陣列都是出於砷化鎵。
利用布里奇曼-史托巴格法（Bridgman–Stockbarger technique）可以製造出砷化鎵的單晶，因為砷化鎵的力學特性，所以柴可拉斯基法（Czochralski process）很難運用在砷化鎵材料的製作。

## 安全
砷化鎵的毒性至今仍沒有被很完整的研究。因為它含有砷，經研究指出，砷是有毒的，也是一種致癌物質。但因為砷化鎵的晶體很穩定，所以如果身體吸收了少量，其實是可以忽略的（指「短時間」，長時間仍有累積成生物毒性，需要不定期體檢）。當要做晶圓抛光製程（晶圓使表面微粒變小）時，表面的區域會和水起反應，釋放或分解出少許的砷。就環境、健康和安全等方面來看砷化鎵（就像是三甲基鎵和砷）時，及有機金屬前驅物的工業衛生監控研究，都最近指出以上的觀點。

## 相關
相關技術
- 電子學
- 場效應電晶體
- 異質結構射極雙極性電晶體
- 積體電路
- 半導體
- 半導體元件
- 太陽電池
- 磁性半導體

相關材料
- 砷化鋁
- 砷化銦
- 銻化鎵
- 磷化鎵
- 砷化鋁鎵
- 砷化銦鎵
- 磷砷化鎵
- 氮化鎵
- MOVPE
- 三甲基鎵
- 砷化氫
- 氯化氫

騙局
- 博達科技掏空案

## 外部連結
- Case Studies in Environmental Medicine: Arsenic Toxicity （页面存档备份，存于）
- Extensive site on the physical properties of Gallium arsenide （页面存档备份，存于）
- Facts and figures on processing Gallium Arsenide
- Semiconductor Today: Online resource covering compound semiconductors and advanced silicon materials and devices （页面存档备份，存于）